# 里普基區
里普基區（烏克蘭語：Ріпкинський район），曾是烏克蘭北部切爾尼戈夫州的一個區，位於該國，鄰近白俄羅斯戈梅利州，行政中心設於里普基，面積2,105平方公里，2013年人口28,981，人口密度每平方公里13.77人。